# Panzerknacker & Co.
Panzerknacker & Co. war eine deutschsprachige Comic-Reihe des Egmont Ehapa Verlags, die zwischen 1986 und 1987 veröffentlicht wurde. Auf 96 von 100 Seiten wurden meist drei Geschichten der Panzerknacker aus den USA, Italien oder Dänemark abgedruckt. Vom Konzept her entspricht es den anderen 100-seitigen Publikationen wie Donald Duck, Onkel Dagobert, Ein Fall für Micky, Abenteuerteam und Unternehmen Fähnlein Fieselschweif.

## Geschichte
Die Publikation war das Pendant zur dänischen Serie Bjørne-Banden und der Vorgänger der Reihe Onkel Dagobert.
Nach nur 17 Ausgaben wurde die Reihe eingestellt.

## Liste der Ausgaben
| Ausgabe | Originaltitel       | Erstausgabe |
| ------- | ------------------- | ----------- |
| PK 1    | Panzerknacker & Co. | 29.05.1986  |
| PK 2    | Panzerknacker & Co. | 26.06.1986  |
| PK 3    | Panzerknacker & Co. | 24.07.1986  |
| PK 4    | Panzerknacker & Co. | 21.08.1986  |
| PK 5    | Panzerknacker & Co. | 18.09.1986  |
| PK 6    | Panzerknacker & Co. | 16.10.1986  |
| PK 7    | Panzerknacker & Co. | 13.11.1986  |
| PK 8    | Panzerknacker & Co. | 11.12.1987  |
| PK 9    | Panzerknacker & Co. | 08.01.1987  |
| PK 10   | Panzerknacker & Co. | 05.02.1987  |
| PK 11   | Panzerknacker & Co. | 05.03.1987  |
| PK 12   | Panzerknacker & Co. | 02.04.1987  |
| PK 13   | Panzerknacker & Co. | 30.04.1987  |
| PK 14   | Panzerknacker & Co. | 27.05.1987  |
| PK 15   | Panzerknacker & Co. | 25.06.1987  |
| PK 16   | Panzerknacker & Co. | 23.07.1987  |
| PK 17   | Panzerknacker & Co. | 20.08.1987  |